# Питкянен, Паули
Паули Питкянен (фин. Pauli Pitkänen; 4 ноября 1911, Нильсия, Куопиоская губерния — 28 сентября 1941, Сийлинъярви, Куопио) — финский лыжник, трёхкратный чемпион мира.

## Карьера
За свою карьеру выступал на двух чемпионатах мира, на которых завоевал три золотые. На чемпионате мира 1938 года завоевал две золотые медали, в эстафете и в гонке на 18 км. На чемпионате 1939 года стал победителем в эстафетной гонке.
Питкянен погиб на советско-финском фронте Второй мировой войны.